# حسن صقر
حسن صقر (من مواليد محافظة اللاذقية في سوريا) هو كاتب ومترجم سوري مُجاز في علوم الجغرافيا والتربية واللغة الألمانية وآدابها.
صدر له عددٌ من الروايات والمجموعات القصصية كما صدرت له أعمال مترجمة في مجال الفلسفة والميثولوجيا والآداب لعلَّ أبرزها رواية «شارع الخيزران» وكذا رواية «البحث عن الظلام» التي حقَّقت نجاحًا في سوق المبيعات أمّا أشهر أعماله فكانت رواية «طائر الرحيل» وهي الرواية التي تناول فيها مسألة الصراع بين الخير والشر في إدارته لعجلة التاريخ. ترجمَ صقر عددًا من الأعمال الفلسفيّة أشهرها «البطل ذو الألف وجه» وهو كتابٌ فلسفي مترجَم عن النسخة الأصليّة التي حملت عنوان The Hero With a Thousand Faces والتي صدرت عام 1972، كما ترجمَ كتاب قوّة الأسطورة وهو أيضًا كتابٌ فلسفي مترجَمٌ عن النسخة الأصليّة التي حملت عنوان The Power of Myth والتي صدرت عام 1988، فضلًا عن الكتاب الأشهر فريدريك نيتشه: مقاتل من أجل الحرية وهو كتابٌ فلسفي ثالث مترجَم عن النسخة الأصليّة Friedrich Nietzsche: Fighter For Freedom التي صدرت في الأول من حزيران/يونيو 1985 وفيه يتحدث الكاتب شتاينر رودولف عن الفيلسوف الألماني المعروف نيتشه بعدما قضى عدّة أسابيع يتصفح أرشيفه وكتبه وكلّ ما احتفظت به شقيقته.

## الحياة المُبكّرة والتعليم
وُلد حسن صقر في اللاذقية وتحديدًا في قرية عين شقاق، وتعلَّم بها. حصل على إجازة في الجغرافيا ودبلوم في التربية من المعهد العالي للمعلمين من جامعة دمشق كما نال دبلومًا في اللغة الألمانية وآدابها من جامعة برلين. اشتغل بعدها مدرسًا لمادّة الجغرافيا في عددٍ من الثانويات في سوريا، كما عمل موجّهًا اختصاصيًا للعلوم الاجتماعية ثمّ أصبح لاحقًا مدرسًا للغة الألمانية في جامعة تشرين في مدينة اللاذقية.

## المسيرة المهنيّة
أول أعمال الكاتب حسن صقر المنشورة كانت مجموعة قصصية بعنوان "الضوء الخافت" (وزارة الثقافة، 1971)، وأول رواياته «البحث عن الظلام» التي صدرت عن دار الحصاد للنشر والتوزيع في نحو 151 صفحة. نشر في عام 2014 رواية «شارع الخيزران» عن دار الحصاد للنشر والتوزيع أيضًا في نحو 280 صفحة.
يُعتبر كتاب «طائر الرحيل» أحد أشهر أعمال الكاتب السوري. صدر الكتاب أيضًا عن نفس دار النشر: دار الحصاد للنشر والتوزيع وذلك في السابع عشر من تموز/يوليو 2018 في نحو 264 صفحة. بخصوص هذه الرواية، يرى حسن صقر أنّ الكتب فعلًا لا تستطيع أن تُغيّر الواقع، لكنّه يُشدّد على أهميّتها في زمن الكارثة والخراب قد اكتسح العالمين الداخلي والخارجي كما يصف. يعتقدُ صقر أنّ وظيفة الكتب – بما في ذلك كتبه – أن تطرح أسئلة تجعلُ الإنسان في مواجهة محتدمة مع مصيره النهائي، ويرى أنه إذا كان إيقاظ ما هو إنساني في الإنسان يمثل الهدف البعيد لكل إبداع فني، فإن للرواية اليد الطولى في هذا الكفاح المرير. تتصدى هذه الرواية – التي يقول كاتبها إنه كتبها بإقتدار – لمسألة الصراع بين الخير والشر في إدارته لعجلة التاريخ.
ترجم صقر عددًا من الكتب الفلسفيّة بينها كتاب The Hero With a Thousand Faces (بالعربيّة: البطل ذو الألف وجه). صدر الكتاب (في نسختهِ الأصليّة غير المترجَمة عام 1972 عن منشورات جامعة برِس في نحو 416 صفحة (الترقيم الدولي: 9780691017846) وترجمهُ حسن لاحقًا. اعتُبر هذا الكتاب هو أول كتاب يجمعُ بين الرؤى الروحية والنفسية للتحليل النفسي الحديث مع النماذج الأصلية للأساطير العالمية. يُقدّم الكتاب خارطة طريق للتنقل في ما يُسمّيه المسار المحبط للحياة المعاصرة. بفحص الأساطير البطولية في ضوء علم النفس الحديث، فإنه لا يأخذ – أي الكتاب – في الاعتبار أنماط الأساطير ومراحلها فحسب بل أيضًا علاقتها بالحياة اليوم وبحياة أي شخص يسعى إلى تحقيق وجود كامل. في الكتاب المترجَم هناك حديثٌ عن معنى الأسطورة – حسب المؤلِّف كامبل – والتي يرى أنها إسقاط أحلام ثقافة ما على شاشة كبيرة. وُصف أو شُبّه هذا الكتاب بفيلم حرب النجوم: الفيلم الذي ساعد في إلهامه من أجل استكشاف لحظات الصورة الكبيرة من المسرح.
ترجمَ حسن صقر كتبًا أخرى في هذا المجال (مجال الفلسفة) من بينها كتاب The Power of Myth (بالعربيّة: قوّة الأسطورة). صدر الكتاب بنسختهِ الأصليّة غير المترجَمة لأول مرة عام 1988 عن دار أنكور للنشر والتوزيع في نحو 320 صفحة (الترقيم الدولي: 9780385418867) ثمّ صدرت النسخة المترجَمة نحو العربيّة لاحقًا. الكتاب من تأليف جوزيف كامبل – مؤلِّف الكتاب الأول – وقد تحدث فيهِ عمَّا سمَّاها قوة الأسطورة التي أعطاها اهتمامًا غير عاديًا في مجمل أعماله الكتابية والروائيّة. يرى كامبل – حسب ما ورد في الكتاب – أنَّ الأساطير هي أغنية الكون. يحتوي الكتاب على حوارٍ إضافي مترجَم مع بيل مويرز الذي يُعدُّ أحد أبرز الصحفيين في أمريكا. يطرحُ بيل أسئلة بديهيّة عن قوة الأسطورة كما يسألُ عن كل شيء تقريبًا من الزواج الحديث إلى المواليد العذراء بل من يسوع إلى جون لينون وغير ذلك من المواضيع التي يُجيب عليها الكاتب.
واصلَ صقر نشاطهُ في مجال الترجمة فنشر كتابًا مترجمًا آخر هو «الأسس العقلانية والسوسيولوجية للموسيقى». صدر الكتاب في نحو 636 صفحة عن المنظمة العربية للترجمة عن الكتاب الأصلي الذي صدر في الأول من كانون الثاني/يناير 1958. ذكر بعض النقاد في معرض مراجعتهم لهذا الكتاب (الترقيم الدولي: 9786144340196) أنه ينطوي على مفارقة تثير الاستغراب. عالجَ في هذا العمل عالِم الاجتماع الألماني ماكس فيبر فن الموسيقى من منطلق سوسيولوجي، كما خاض في عالم الموسيقى الهارمونية بكل تعقيداته متتبعًا مساره التاريخي وارتباطه بعلمي الفيزياء والرياضيات، من دون أن ينحصر اهتمامه بالغرب إذ إنه تطرق إلى الموسيقى لدى مختلف شعوب العالم مؤكّدًا أن للموسيقى دور كبير في وجدان الشعب الألماني ووجدان باقي الشعوب.
ترجمَ صقر أيضًا كتاب Friedrich Nietzsche: Fighter For Freedom (بالعربيّة: فريدريك نيتشه: مقاتل من أجل الحرية الذي صدر أول مرة في الأول من حزيران/يونيو 1985 ضمن الترقيم الدولي 9780893450335. الكتاب من تأليف شتاينر رودولف الذي التقى نيتشه في عام 1889. كان شتاينر مفتونًا بأسلوب نيتشه لكنه لم يتفق معه في بعض الجوانب واعترف بالتفوق الروحي لنيتشه واصفًا إيّاه بالمقاتل من أجل الحرية ومن هنا جاء العنوان. بعد ست سنوات، ونتيجةَ لقائه بأخت نيتشه، أمضى شتاينر عدة أسابيع في أرشيف نيتشه فألَّف هذا الكتاب الذي ترجمهُ الكاتب والمترجم السوري حسن صقر والذي يُعتبر على نطاقٍ واسعٍ نقطة انطلاق أساسية نحو فهم الأنثروبولوجيا.

## قائمة أعماله
هذه قائمةٌ بأبرز أعمال الكاتب والمترجم السوري حسن صقر:
- شارع الخيزران (رواية صدرت عام 2012 عن دار الحصاد للنشر والتوزيع)[29]
- البحث عن الظلام (رواية صدرت عام 2014 عن دار الحصاد للنشر والتوزيع)[30]
- طائر الرحيل (رواية صدرت عام 2018 عن دار الحصاد للنشر والتوزيع)[31]
- البطل ذو الألف وجه (كتاب فلسفي مترجَم عن النسخة الأصليّة The Hero With a Thousand Faces التي صدرت عام 1972)[32]
- قوّة الأسطورة (كتاب فلسفي مترجَم عن النسخة الأصليّة The Power of Myth التي صدرت عام 1988)[33]
- فريدريك نيتشه: مقاتل من أجل الحرية (كتاب فلسفي مترجَم عن النسخة الأصليّة Friedrich Nietzsche: Fighter For Freedom التي صدرت في الأول من حزيران/يونيو 1985)[34]
- الأسس العقلانية والسوسيولوجية للموسيقى[35]